# 10 років потому
«10 ро́ків пото́му» (оригінальна назва англ. 10 Years — дослівно укр. 10 років) — американська комедійна драма режисера Джеймі Ліндена (також був сценаристом), що вийшла 2011 року.
Продюсуванням картини зайнялися Рід Керолайн, Мартін Бовен, Вік Ґодфрі і Ченнінг Татум. Прем'єра фільму відбулася 12 вересня 2011 року у Канаді на Міжнародному кінофестивалі у Торонто. В Україні прем'єра відбулась на 13 грудня 2012 року.

## Сюжет
Джейк приїжджає на зустріч випускників зі своєю чарівною і доброю супутницею. Здавалося б, їхні взаємини можуть стати прикладом того, як усе має бути, але тут хлопцю зустрічається те саме перше шкільне кохання. Незважаючи на минуле десятиліття, забуте почуття знов розгорається в серці і перед Джейком ребром стає один із найважливіших виборів у його житті.
| 10 років потому колишні однокласники збираються, щоб відірватися по повній і поставити на вуха все місто. Море випивки, веселощів і спогадів, але тепер все по-дорослому! Красунчик Джейк прибув на вечірку разом з красунею дівчиною, вони — ідеальна пара, і вони щасливі в коханні. Але цієї ночі на очі Джейку потрапляє його перше кохання, минуле притягує його і стукає у пам'ять з новою силою. Чи зможе він зробити правильний вибір? І чи правда, що у кохання немає терміну давності? |

## У ролях
| Актор          | Персонаж                         |
| -------------- | -------------------------------- |
| Ченнінг Татум  | Джейк (англ. Jake)               |
| Дженна Деван   | Джесс (англ. Jess)               |
| Джастін Лонг   | Марті Барн (англ. Marty Burn)    |
| Макс Мінгелла  | AJ (англ. AJ)                    |
| Оскар Айзек    | Рівз (англ. Reeves)              |
| Кейт Мара      | Еліз (англ. Elise)               |
| Кріс Претт     | Каллі (англ. Cully)              |
| Скотт Портер   | Скотт (англ. Scott)              |
| Ері Грейнор    | Сем (англ. Sam)                  |
| Обрі Плаза     | Олівія (англ. Olivia)            |
| Нік Зано       | Нік Ванілло (англ. Nick Vanillo) |
| Лінн Коллінз   | Анна (англ. Anna)                |
| Ентоні Макі    | Андре (англ. Andre)              |
| Розаріо Довсон | Мері (англ. Mary)                |
| Рон Лівінгстон | Пол (англ. Paul)                 |

## Знімальна група
- Режисер — Джеймі Лінден
- Сценарист — Джеймі Лінден
- Продюсер — Марті Боуен, Рід Керолін, Вік Годфрі, Ченнінг Татум
- Композитор — Чед Фішер

## Критика
Фільм отримав такі відгуки: Rotten Tomatoes дав оцінку 59 % на основі 58 відгуків від критиків і 42 % від глядачів із середньою оцінкою 3,1/5, Internet Movie Database — 6,0/10 (4 993 голоси), Metacritic — 61/100 (18 відгуків) і 7,3/10 від глядачів.